# Dendrobaena veneta
Dendro
Espèce
Synonymes
- Allolobophora veneta Rosa, 1886[1]
- Eisenia veneta (Rosa, 1886)[1]
- Eisenia zebra Gates, 1969[1]
- Eisenia zebra Michaelsen, 1903[1]

Dendrobaena veneta est une espèce de vers de terre épigés, de couleur rouge-marron avec zébrures, vivant de la décomposition de matières organiques de surface. Communément nommé ver dendro pour la pêche, c'est un ver de compost de grande taille, entre 6 et 10 cm, différent de Eisenia foetida ou Eisenia andrei qui sont plus petits, entre 4 et 8 cm.
Il se retrouve naturellement dans les tas de fumier et de compost, partout en Europe centrale, ainsi que sur le continent Nord américain où il a été introduit.

## Utilisations
Le ver dendro est utilisé pour le lombricompostage et en particulier en lombriculture, pour servir d'appâts de pêche ou de nourriture animale. 
En 2017, sur une étude comparative de traitement de boues d'épuration par lombricompostage, Dendrobaena veneta a montré une résistance beaucoup plus faible dans toutes les conditions expérimentales que Eisenia fetida et Eisenia andrei, un problème lié à son poids et au nombre total de cellules immunitaires en circulation diminuant dans les conditions les plus contaminées. Dendrobaena veneta semble être une espèce de vers de terre moins performante pour le lombricompostage qu’Eisenia fetida ou Eisenia andrei.